# 미카즈키촌
미카즈키촌(일본어: 初月村)은 일본 고치현 도사군에 있던 촌이다. 현재의 고치시 북서일대에 해당한다.

## 역사
- 1889년 4월 1일 - 정촌제 시행에 의해 4촌의 구역으로 성립하였다.
- 1935년 9월 1일 - 고치시에 편입, 동일 미카즈키촌은 폐지되었다.

## 교통

### 도로
현재는 고치 자동차도가 구촌지역을 통과하지만 당시에는 미개통 상태였다.

## 참고 문헌
- 角川日本地名大辞典編纂委員会,『角川日本地名大辞典 39 高知県』1983, 角川書店